# 裸鬍鯰
裸鬍鯰，為輻鰭魚綱鯰形目塘虱魚科裸鬍鯰屬的其中一種，分布於非洲尼日河下游、十字河等流域，體長可達23公分，棲息在底層水域。

## 扩展阅读
維基物種上的相關：裸鬍鯰